# Totonakische Sprache
Totonakisch (Tachiwin) ist eine indigene Sprache in Mexiko, gesprochen von der Ethnie der Totonaken.
Totonakisch gehört zusammen mit dem Tepehua zur sehr kleinen Sprachfamilie Totonac-Tepehua. Aufgrund der geographischen Zersplitterung des Sprachgebiets gibt es stark voneinander abweichende regionale Varianten. SIL International unterteilt das Totonakische in neun Einzelsprachen.
Totonakisch wird von über 280.000 Menschen insbesondere in den mexikanischen Bundesstaaten Veracruz und Puebla gesprochen.

## Übersetzungen
- 2018 hat Pedro Vélez Luna die Erzählung Der Kleine Prinz ins Totonakische übersetzt.[1]